# U-206
| U-206                                                                                    | U-206 | U-206 |
| ---------------------------------------------------------------------------------------- | --- | --- |
| U 206                                                                                    | | |
|                                                                                          | | |
| Зображення підводного човна підтипу VIIC                                                 | | |
| Верф                                                                                     | Friedrich Krupp Germaniawerft, Кіль | Friedrich Krupp Germaniawerft, Кіль |
| Під прапором                                                                             | Третій Рейх | Третій Рейх |
| Належність                                                                               | Крігсмаріне | Крігсмаріне |
| Порт приписки                                                                            | Кіль, Тронгейм, Сен-Назер | Кіль, Тронгейм, Сен-Назер |
| Замовлення                                                                               | 16 жовтня 1939 | 16 жовтня 1939 |
| Закладений                                                                               | 17 червня 1940 | 17 червня 1940 |
| Спуск на воду                                                                            | 4 квітня 1941 | 4 квітня 1941 |
| Введений до складу флоту                                                                 | 17 травня 1941 | 17 травня 1941 |
| На службі                                                                                | 1941 | 1941 |
| Загибель                                                                                 | після 29 листопада 1941 року зник у північній частині Біскайської затоки; найймовірніше підірвався на британському мінному полі поблизу Сен-Назера і затонув | після 29 листопада 1941 року зник у північній частині Біскайської затоки; найймовірніше підірвався на британському мінному полі поблизу Сен-Назера і затонув |
| Сучасний статус                                                                          | зниклий безвісти | зниклий безвісти |
| Бойовий досвід                                                                           | Друга світова війна Битва за Атлантику | Друга світова війна Битва за Атлантику |
| Проєкт                                                                                   | | |
| Тип ПЧ                                                                                   | середній торпедний ДПЧ | середній торпедний ДПЧ |
| Вартість                                                                                 | 4 714 000 ℛℳ | 4 714 000 ℛℳ |
| Основні характеристики                                                                   | | |
| Швидкість (надводна)                                                                     | 17,9 вузла | 17,9 вузла |
| Швидкість (підводна)                                                                     | 8 вузлів | 8 вузлів |
| Робоча глибина занурення                                                                 | 100 м | 100 м |
| Гранична глибина занурення                                                               | 220 м | 220 м |
| Автономність плавання                                                                    | 135—174 км на швидкості 4 вузли (в підводному положенні) 11 470 км на швидкості 10 вузлів (у надводному положенні)                                           | 135—174 км на швидкості 4 вузли (в підводному положенні) 11 470 км на швидкості 10 вузлів (у надводному положенні)                                           |
| Екіпаж                                                                                   | 44—60 осіб | 44—60 осіб |
| Розміри                                                                                  | | |
| Довжина найбільша (по КВЛ)                                                               | 67,1 м | 67,1 м |
| Ширина корпусу найб.                                                                     | 6,2 м | 6,2 м |
| Висота                                                                                   | 9,6 м | 9,6 м |
| Середня осадка (по КВЛ)                                                                  | 4,74 м | 4,74 м |
| Водотоннажність надводна                                                                 | 769 т | 769 т |
| Силова установка                                                                         | | |
| дизель-електрична; 2 дизельних двигуни MAN M 6 V 40/46, 2 електродвигуни BBC GG UB 720/8 | | |
| Гвинти                                                                                   | 2 | 2 |
| Потужність                                                                               | 2 × 2100—2310 к.с. (дизелі) 2 × 750 к.с. (електродвигуни) | 2 × 2100—2310 к.с. (дизелі) 2 × 750 к.с. (електродвигуни) |
| Озброєння                                                                                | | |
| Артилерія                                                                                | 1 × 88-мм палубна гармата SK C/35 | 1 × 88-мм палубна гармата SK C/35 |
| Торпедно- мінне озброєння                                                                | 4 носових і один кормовий ТА 14 торпед або 26 мін TMA | 4 носових і один кормовий ТА 14 торпед або 26 мін TMA |
| ППО                                                                                      | 1 × 37-мм зенітна гармата Flak M42 2 × 20-мм зенітні гармати FlaK 30                                                                                         | 1 × 37-мм зенітна гармата Flak M42 2 × 20-мм зенітні гармати FlaK 30                                                                                         |

U-206 — німецький середній підводний човен типу VIIC, що входив до складу Військово-морських сил Третього Рейху за часів Другої світової війни. Закладений 17 червня 1940 року на верфі компанії Friedrich Krupp Germaniawerft у Кілі, спущений на воду 4 квітня 1941 року. 17 травня 1941 року корабель увійшов до складу 3-ї навчальної флотилії ПЧ ВМС нацистської Німеччини. Єдиним командиром човна був капітан-лейтенант Герберт Опіц.

## Історія
U-206 належав до німецьких підводних човнів типу VIIC, найчисельнішого типу субмарин Третього Рейху, яких було випущено 703 одиниці. Службу розпочав у складі 3-ї навчальної флотилії ПЧ, з 1 липня 1941 року переведений до бойового складу цієї флотилії. В період з липня до листопада 1941 року U-206 здійснив 3 бойових походи в Атлантичний океан. Підводний човен потопив 2 судна, сумарною водотоннажністю 3 283 GRT та один військовий корабель (925 т).
29 листопада 1941 року U-206 був останній раз на зв'язку із судном підтримки і найймовірніше 30 листопада або підірвався на мінному полі Beech, поставленому британськими літаками Бомбардувального командування на підходах до одної з головних військово-морських баз Крігсмаріне у Сен-Назері. Човен зник безвісти з усім екіпажем у 46 осіб.

## Перелік уражених U-206 суден у бойових походах
| №                                                            | Дата           | Назва         | Тип                | Належність                              | Водотоннажність (брт) | Вантаж | Конвой       | Результат та координати                                                | Наслідки атаки для екіпажу    | Прим. |
| ------------------------------------------------------------ | -------------- | ------------- | ------------------ | --------------------------------------- | --------------------- | ------ | ------------ | ---------------------------------------------------------------------- | ----------------------------- | ----- |
| Перший похід (5.08—10.09.1941, 37 діб; Тронгейм—Сен-Назер)   |                |               |                    |                                         |                       |        |              |                                                                        |                               |       |
| 1                                                            | 9 серпня 1941  | Ocean Victor  | траулер            | Велика Британія                         | 202                   |        |              | потоплений 62°33′ пн. ш. 14°07′ зх. д. / 62.550° пн. ш. 14.117° зх. д. | 13 (усі загинули)             |       |
| Другий похід (30.09—28.10.1941, 29 діб; Сен-Назер—Сен-Назер) |                |               |                    |                                         |                       |        |              |                                                                        |                               |       |
| 2                                                            | 14 жовтня 1941 | «Фльор-де-лі» | корвет             | Військово-морські сили Великої Британії | 925                   |        | Конвой OG 75 | потоплений 36°00′ пн. ш. 6°30′ зх. д. / 36.000° пн. ш. 6.500° зх. д.   | 73 (70 загиблих та 3 вціліли) |       |
| 3                                                            | 19 жовтня 1941 | Baron Kelvin  | суховантажне судно | Велика Британія                         | 3 081                 | баласт |              | потоплено 35°57′ пн. ш. 5°54′ зх. д. / 35.950° пн. ш. 5.900° зх. д.    | 42 (26 загинули та 16 вижили) |       |